# Kostel Jména Panny Marie (Březí)
Kostel Jména Panny Marie je farní kostel římskokatolické farnosti Březí u Osové Bítýšky. Jedná se o jednolodní obdélnou klasicistní stavbu s polygonálním presbytářem a později přistavěnou štíhlou vstupní věží na západní straně kostela. Stojí na severním okraji obce Březí. Kostel je chráněn jako kulturní památka České republiky.

## Historie
Kostel byl postaven v roce 1788 a téhož roku byl i vysvěcen, vnitřní vybavení kostela bylo pořízeno z původního kapucínského kostela v Jihlavě, ten byl již dříve zrušen. Kostel již od počátku měl jeden hlavní oltář a dva boční, hlavní oltář byl zasvěcen Jménu Panny Marie a boční svaté Anně a svatému Janovi Nepomuckému. Původní boční oltáře pak byly brzy odstraněny a na jejich místo pak byly nové postaveny až v roce 1889, ty pak byly zasvěceny Panně Marii Lurdské a svaté Anně. 
Roku 1849 byl kostel vykraden a postupně byl znovu vybaven. V roce 1861 pak byl kostel rozšířen o štíhlou vstupní věž, mezi lety 1847 a 1860 také byl kostel několikrát opravován. V roce 1868 pak byly pořízeny varhany. Velká rekonstrukce pak proběhla mezi lety 1882 a 1888, kdy byl kostel opraven. Již v roce 1882 byl nově vymalován a v roce 1884 byl opraven hlavní oltář, později byly také opravena kazatelna a kůr. Kostel pak byl lehce rozšířen v roce 1896, byl postaven Boží hrob, položena mozaiková dlažba, opraveny vnitřní růžence, nově pokryta střecha kostela a byla vyrobena a zazděna nová kostelní okna. 
V roce 1927 pak byly pořízeny dva nové zvony, zasvěceny byly svatému Josefovi a svatým Cyrilovi a Metodějovi. Během druhé světové války pak byly zvony rekvírovány, do kostela byl pak vrácen pouze jediný ze všech zvonů. Mezi lety 1970 a 1971 byl kostel opraven, byl nově omítnut, v roce 1977 pak byly pořízeny nové kostelní lavice a později byl kostel opět renovován, v roce 1983 byla opravena elektroinstalace a také byl vymalován interiér kostela. V roce 1986 opět byly zrušeny původní boční oltáře a byly postaveny nové, také byla položena nová dlažba a o rok později pak byl kostel opravován dál, byla opravena střecha kostela a také byla pořízena křížová cesta. 
V roce 1990 byly pořízeny nové zvony, později byly pořízen číselník hodin a kostel byl nadále opravován a udržován.